# Cantonul Ivry-sur-Seine-Ouest
Cantonul Ivry-sur-Seine-Ouest este un canton din arondismentul Créteil, departamentul Val-de-Marne, regiunea Île-de-France, Franța.

## Comune
| Comune                          | Populație (1999) | Cod poștal | Cod INSEE |
| ------------------------------- | ---------------- | ---------- | --------- |
| Ivry-sur-Seine, commune entière | 50 972           | 94 200     | 94 041    |